# Béranger Bosse
Béranger Aymard Bosse oder Aymard Bosse Beranger (geb. 13. März 1985) ist ein ehemaliger zentralafrikanischer Sprinter.

## Sport
Bosse hatte seinen ersten Auftritt bei einem internationalen Wettbewerb bei den Leichtathletik-Weltmeisterschaften 2007 in Osaka, dann trat er bei den Olympischen Sommerspielen 2008 in Peking und 2012 in London an. Er schied jeweils in den Vorläufen aus. Er fungierte auch als Fahnenträger bei der Schlusszeremonie in Peking 2008.
Im Januar 2016 wurde er positiv auf die illegale Substanz Prednisolon getestet und wurde für drei Jahre gesperrt. Seine Sperre dauerte vom 31. Januar 2016 bis 3. März 2019.